# Żabno (Sławno)
Żabno (deutscher Name Segenberg) ist ein Dorf im Nordosten der polnischen Woiwodschaft Westpommern und gehört zur Landgemeinde Sławno (Schlawe) im Powiat Sławieński. 

## Geographische Lage
Das Dorf grenzt an die Orte Noskowo, Komorczyn, Dobrzęcino, Kczewo und Rozłęka. Es liegt etwa 11 Kilometer östlich von Sławno.

## Geschichte
Der Hof des Dorfes wurde höchstwahrscheinlich zu Beginn des 19. Jahrhunderts als Nebenhof von Bzowo (Besow) gegründet, der damals der Familie von Böhn gehörte. Im Jahr 1900 kaufte die Familie von Bonin den Hof. Anfang der 1930er Jahre verkaufte dann Albrecht Bonin Bzowo (Besow) mit zwei Gütern, darunter Żabno (Segenberg), an eine der Siedlungsgesellschaften. In der Folge wurden zwölf landwirtschaftliche Betriebe gegründet.
In den 1930er Jahren befand sich auf der Westseite der Straße ein kleiner Bauernhof. Nördlich des Gutshofes befanden sich die Wohnungen der Landarbeiter. Südlich des Hofkomplexes wurden auf beiden Seiten der Straße neue Gebäude errichtet. Nordöstlich der Siedlung befand sich ein kleiner Friedhof. Die ehemaligen Wirtschaftsgebäude wurden nach 1945 verwüstet.
Bis 1945 gehörte das Dorf zum Ort Besow.